# Dix Mille
Dix Mille é um nome de uma família de jogo de dados de origem francesa, muito semelhante ao Farkle. Existem versões eletrônicas do jogo, com o nome de Ten Thousand (tradução para o inglês do nome francês original). Também é conhecido por outros nomes como Zilch, Foo, Boxcar, Bogus e Crap Out.

## Regras

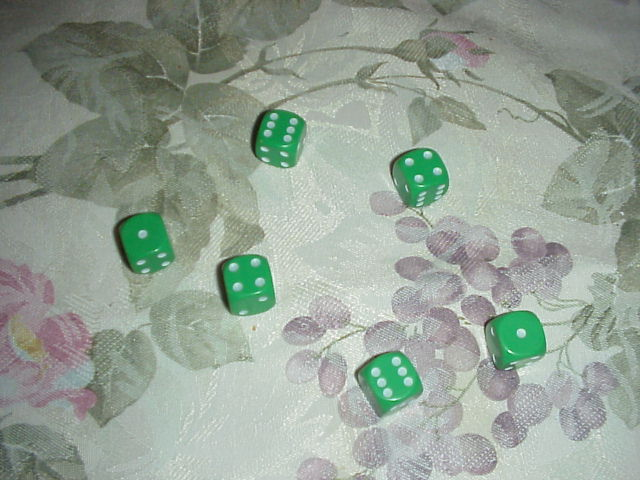
Dix Mille

Pode ser jogado por qualquer número de jogadores e utiliza seis dados e uma caneta e um papel para marcar a pontuação. Existem muitas variações deste jogo. A versão básica é descrita, seguida por uma série de regras adicionais de acordo com as variações do jogo:

### Versão básica
Cada jogador em seu turno, rola os dados e deve deixar de lado pelo menos um dado de pontuação (1s, 5s, trincas (three of a kind), 3 pares, ou uma série de 6 números). O turno do jogador continua, rolando os dados restantes, desde que tenha sido jogado e deixado de lado um número de pontuação ou uma combinação. Jogadores anunciam a pontuação progressivamente durante seu turno após cada lance.
O turno de um jogador termina quando ele decidir parar e marcar os seus pontos acumulados ou até que faça todos os lances sem marcar pontos no último lance, e não marque nenhuma pontuação nesse turno. Se todos os seis dados forem postos de lado, mesmo pontuando com eles o jogador pode rolá-los de novo e continuar a sua contagem.
Combinações de pontuação só contam quando feitas em um único lançamento. Por exemplo, um jogador que rola e deixa de lado o 1 e, no próximo lance, separa dois 1s, só pode marcar 300 e não 1.000.
O primeiro jogador a marcar um total de 10.000 pontos ou mais, ganha o jogo, desde que quaisquer jogadores subsequentes, com um turno faltando, não excedam a sua pontuação.

### Valores de pontuação
- 1 = 100 pontos
- 5 = 50 pontos
- 1, 1, 1 = 1.000 pontos
- #, #, # = # x 100 por exemplo, 2, 2, 2 = 200 pontos: 6, 6, 6 = 600 pontos
- 1, 2, 3, 4, 5, 6 = 3.000 pontos
- 3 pares = 1.500 pontos (incluindo uma quadra (four of a kind) e um par)

Exemplo: um jogador rola os seis dados e vem 1, 1, 2, 4, 5, 6. Ele poderia deixar de lado o dois 1s e o 5, assim marcando 250 pontos (1=100 + 1=100 + 5=50), ou deixar de lado os dois 1s, marcando 200 e rolando os quatro dados restantes. Se vier nesse lance 1, 6, 6, 6 e o jogador decidir deixar de lado todos os quatro dados, a sua pontuação é aumentada em 700 pontos (1 = 100 + 6, 6, 6 = 600), dando um total de 900 pontos nesses dois lances. Todos os seis dados pontuam e então o jogador decide continuar sua vez, rolando todos novamente. Desta vez, ele é azarado, e vem 2, 3, 3, 4, 6, 6. Um lance sem marcar pontos, o que significa que ele marcará nada para este turno e passará os dados para o próximo jogador.

### Variações do jogo
- Um jogador não pode começar a marcar, até que ele seja o primeiro a marcar pelo menos 500 pontos em um turno.[1]

- Um jogador pode pegar os dados que não marcaram pontos, do jogador anterior que teve um lance sem marcar pontos e perdeu seus pontos. Ele deveria então, lançar um número de pontuação ou uma combinação, e levaria a pontuação perdida pelo jogador anterior, em seu último turno. Vale a pena arriscar se o jogador anterior acumulou uma alta pontuação.[1]

- Um jogador que joga um primeiro lance sem pontuar, três vezes em turnos sucessivos, perde 1000 pontos.[1]

- Se cinco dados são contados como pontuação, o dado remanescente pode ser jogado por duas vezes em uma tentativa para rolar um 1 ou um 5. Se for bem sucedido, o jogador terá permissão para continuar rolando com todos os seis dados e recebe um bônus de 500 pontos. O bônus aumenta em 500 pontos, para cada vez que o último dado é lançado e pontua em um único turno.[1]

- Quatro ou mais 2s, cancela uma pontuação inteira dos jogadores.[1]

- Um six of a kind feito com um lance único, ganha o jogo sem rodeios.[1]

- Às vezes, uma meta total de 5.000 pontos é combinada, para fazer por um curto jogo.[1]

- Existe uma versão comercial do jogo, chamada Wimpout Cósmica, que é jogada com apenas 5 dados e sem a categoria de pontuação com três pares. Alguns estados dos EUA jogam uma versão com 7 dados.[1]